# پرژمسیل پراژسکی
پرژِمسیل پراژِسکی (چکی: Přemysl Pražský؛ ۲۴ ژوئیه ۱۸۹۳ – ۱ اوت ۱۹۶۴ (۷۱ ساله)) کارگردان فیلم، بازیگر سینما، فیلمنامه‌نویس و تهیه‌کننده رادیو اهل کشور جمهوری چک بود. او در دهه‌های ۱۹۲۰ و ۱۹۳۰ در چکسلواکی کارگردانی کرد و در فیلم‌های کمدی مانند دو مادر (۱۹۲۱)، زیبایی مرموز (۱۹۲۲)، کنتس از پودسکالی (۱۹۲۶) و خیاطان پراگ (۱۹۲۹) کارگردانی کرد.
از فیلم‌ها یا برنامه‌های تلویزیونی که وی در آن نقش داشته‌است می‌توان به مسیحی، بازرس اشاره کرد.